# إيمانويل ماتولا
إيمانويل ماتولا هو لاعب كرة قدم موزمبيقي في مركز الوسط، ولد في 11 سبتمبر 1967 في موزمبيق. شارك مع منتخب موزمبيق لكرة القدم. أما مع النوادي، فقد لعب مع دي سي كوستا دو سول.

## وصلات خارجية
- إيمانويل ماتولا على موقع الاتحاد الدولي (مؤرشف)  (الإنجليزية)
- إيمانويل ماتولا على موقع ناشيونال فوتبول تيمز (الإنجليزية)
- إيمانويل ماتولا على موقع ناشيونال فوتبول تيمز (الإنجليزية)